# 幸田文化広場
幸田文化広場（こうたぶんかひろば）は、愛知県額田郡幸田町にある、幸田町が管理する公園。春はシダレザクラ見物の人でにぎわう。
幸田文化公園とも呼称される。

## 概要
1983年（昭和58年）5月14日に開園した。
幸田町初の大規模な公園として、愛知県と幸田町の共同事業で施行。総事業費は１億8,933万7,000円(内県施行1億500万円)。
「自然とのふれあいの中で文化とスポーツをはぐくむ拠点」をテーマに建設された。
南斜面の幸田弘法大師登山道は、公園の建設以前より存在する。

## 公園内のさくら
公園内に枝垂桜保存会による立札があり、以下のことが記載されている。
- 昭和58年の公園建設と同時期に枝垂桜保存会が発足した
- 国立遺伝学研究所の指導のもと、埼玉植物振興センター(現:花と緑の振興センター)の斡旋によりヤエベニシダレの苗木や成木を３年間に渡り植樹した

「第17回 幸田しだれ桜まつり」（平成27年開催）のポスターによると、公園内の桜は約500本（シダレザクラ6種約350本、その他の桜17種150本）。

## 名称

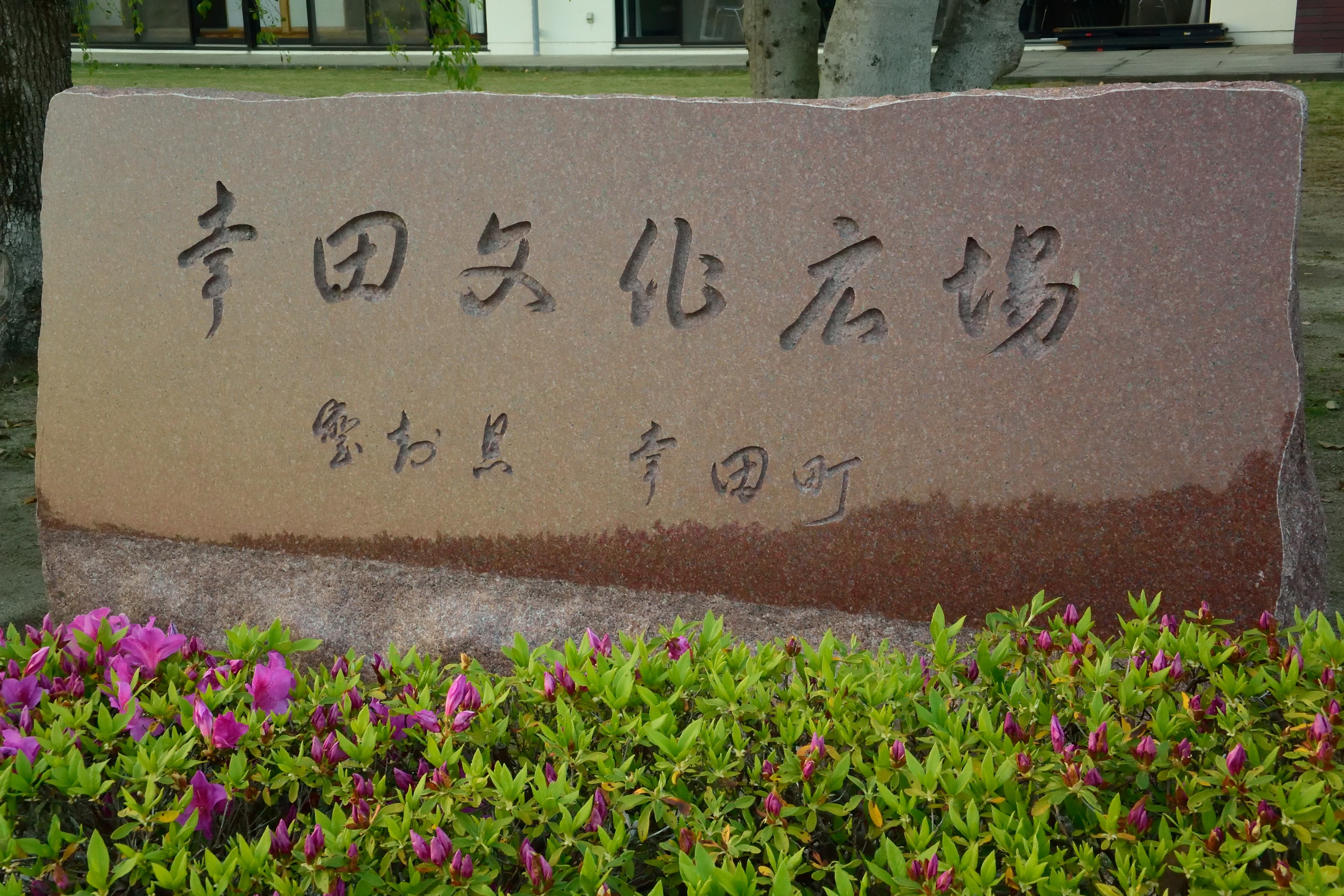
公園内の石碑は「幸田文化広場」と記載

開園時は幸田文化広場と呼称されていたが、現在は幸田文化公園の呼称が優勢（えこたんバス停留所名、幸田町観光協会、さわやかウォーキング（JR東海）など）。
- 幸田町のホームページ上で検索すると「幸田文化広場」が多い（確認日:2015/4/29）。
  - 「幸田文化広場」：770件
  - 「幸田文化公園」：442件
- Googleマップでは幸田文化広場と表示される。

## 施設等

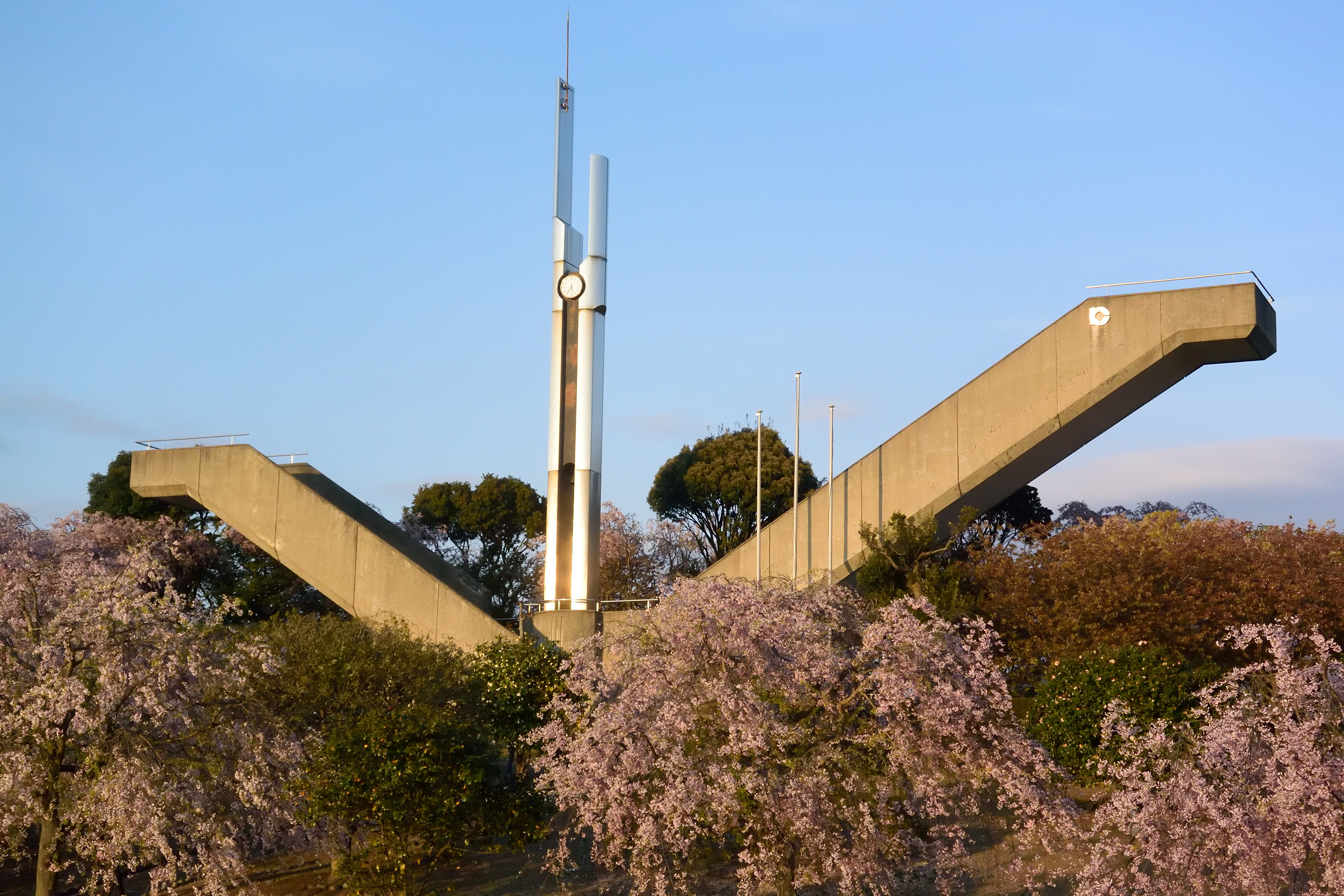
希望の塔

- さくら会館 (延べ床面積: 468.58平米)
  - 研修室３部屋、和室２部屋
- 希望の塔
  - 展望台、時計台から構成される
  - 時計台には「平和の鐘」が設置され、自由に鳴らすことができる
  - 次に示す説明書きがある:「この塔は未来に向け町民の夢と希望を託し「太陽の光を浴び続ける若葉・花」を表わしています」
  - 設計管理:株式会社 山下設計
  - 施工:株式会社 錢高組
- テニスコート (砂入人工芝) ２面
- ゲートボール場 (屋根付き)
- コアラをかたどった水飲み場

## ギャラリー
- 公園内の桜

## 祭り
- 幸田しだれ桜まつり 4月1日～4月15日

## アクセス

### 鉄道
- JR東海東海道本線 - 幸田駅より徒歩約10分

### 道路
- 国道23号岡崎バイパス
  - 幸田芦谷インターチェンジから車で約5分

## 周辺の施設
- 幸田町立荻谷小学校
- デンソー幸田製作所